# Poncio Carbonell
Poncio Carbonell (Barcelona, ~1260 — 3 de diciembre de 1350) fue un fraile franciscano y exegeta tenido por venerable por la Iglesia católica.

## Biografía
Fue en 1313 guardián del convento de Sant Antoni de Barcelona. Fue nombrado el 1334 provincial de la Corona de Aragón. Muy apreciado, fue preceptor, entre otros, del niño Juan de Aragón, futuro arzobispo de Toledo y administrador de Tarragona, que acompañó a menudo y al que dedicó un comentario inédito de la Biblia.
Por encargo de Jaime II el Justo intervino ante Federico II de Sicilia en el conflicto producido a raíz de la expulsión de los fraticelli refugiados en la isla (1314). Él mismo podría haber estar influido por las ideas milenaristas y, a través de Juan Olivi, siguió la obra de Joaquín de Fiore, y simpatizó con los movimientos espirituales como los fraticelli. En 1315 trabajó para obtener la paz entre Frederic y Roberto I de Nápoles Disfrutó de la confianza del papa Benedicto XII, que elogió la colaboración en la redacción de las constituciones franciscanas del 1337, como miembro de la junta de teólogos reunida en Aviñón en 1336. Algunas biografías dicen que fue maestro de Luis de Nápoles, futuro obispo de Tolosa y santo. Murió con fama de santidad a los 90 años, en el antiguo convento de Sant Antoni, primer establecimiento de los framenors en Barcelona, y fue sebollit a su capilla de Santo Esteve.
Fue el primer teólogo medieval hispánico que comentó todos los libros bíblicos en su Catena patrum en ocho volúmenes, muy influida por la Catena aurea de Tomás de Aquino, y que a veces se encuentra citado con el mismo título. La empezó en 1318 con el comentario a Job, que dedicó a Joan de Aragón y continuó con los salmos, el Apocalipsis, el Cántico de los cánticos y Daniel, acabando hacia el 1329-1334 con los comentarios a los evangelios y un nuevo comentario a Job, siguiendo la Postilla litteralis de Nicolau de Lira. También escribió De mundi aetatibus te tentationibus te de Antichristo (1335), inédito y donde, a partir de textos patrísticos, habla de la próxima venida de la Anticrist. Otra obra suya es la Serías patriarcharum, regum Israel te Juda, imperatorum Romanorum, summorum pontificum.

## Veneración
Fuer venerado y calificado de venerable y beato, a pesar de que nunca fue oficialmente beatificado. El culto público tuvo lugar hasta el 1835, cuando el Convento de Sant Francesc de Barcelona fue clausurado y destruido, y las reliquias y la memoria se perdieron. En santorales de los siglos XIX y comienzo del siglo XX aparece como "beato Poncio Carbonell, sabio menoret" con festividad el 3 de noviembre.